# Pelagio Palagi

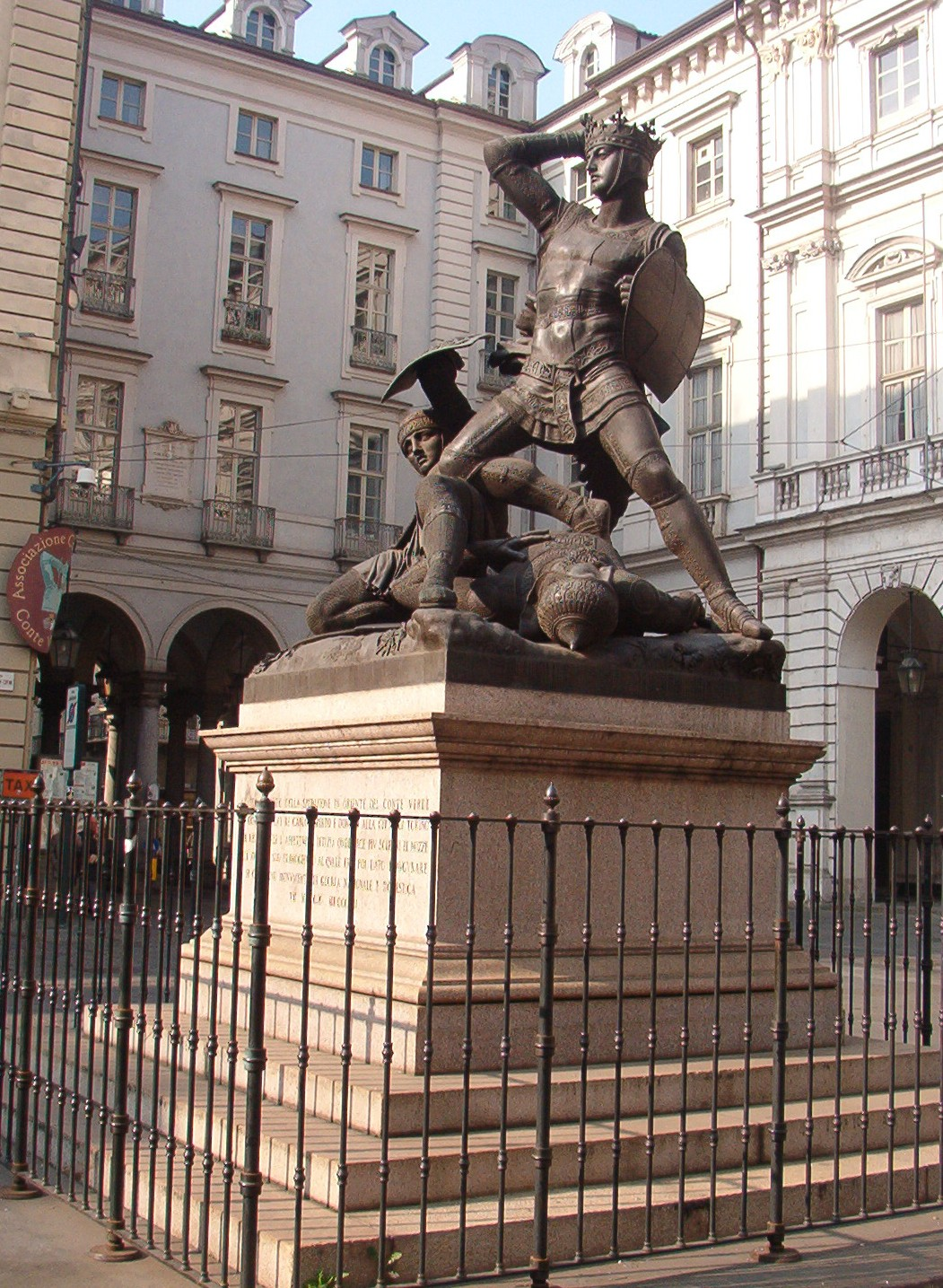
Statua al Conte Verde, eseguita dal Palagi, in Piazza Palazzo di Città a Torino.

Pelagio Palagi (anche Pelagi) (Bologna, 25 maggio 1775 – Torino, 6 marzo 1860) è stato un architetto e scultore italiano.

## Biografia

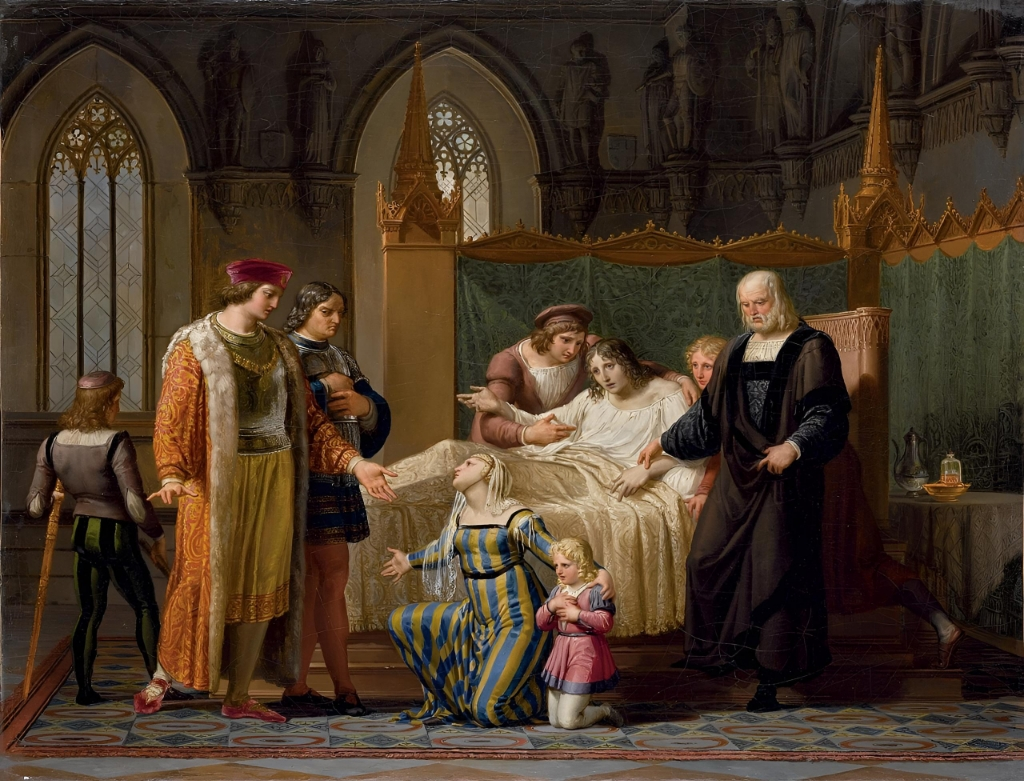
L'incontro di Carlo VIII e Gian Galeazzo Sforza a Pavia nel 1494, Pelagio Palagi. Davanti al letto del marito morente, la duchessa Isabella d'Aragona supplica in ginocchio il sovrano Carlo VIII di non voler proseguire la guerra contro Alfonso suo padre e gli affida il figlioletto Francesco. Accanto al re, con viso losco, sta il duca Ludovico, presunto responsabile dell'avvelenamento.

Iniziato giovanissimo allo studio della prospettiva, dell'architettura, della pittura di figura, del ritratto e al collezionismo dal mecenate Carlo Filippo Aldrovandi, proseguì gli studi nella scuola di Nudo dell'Accademia Clementina di Bologna. La sua formazione e gli esordi coincisero con l'arrivo in città delle truppe napoleoniche: su richiesta di Aldrovandi, membro del Senato e rappresentante del governo provvisorio bolognese, realizzò disegni di uniformi per il Direttorio, di medaglie e di emblemi coi simboli di Libertà ed Eguaglianza, per carte e biglietti da visita; poi, dietro committenza del nuovo ceto emergente, progettò i monumenti funebri di Edoardo Pepoli (1801), Girolamo Bolognini Amorini (1803) e Luigi Sampieri (1804), realizzati per la Certosa di Bologna e decorò gli interni delle dimore cittadine delle famiglie Cospi, Aldini e Gozzadini: lavori, questi ultimi, eseguiti nel 1805.
Trasferitosi a Roma nel 1806 per completare gli studi presso l'Accademia di San Luca, fu forse tra gli allievi di Vincenzo Camuccini. La notizia non è confermata da tutti i testi coevi, ma è indubbio che lo storicismo eroico del pittore romano influenzò profondamente lo stile di Palagi, sia nella ritrattistica, in cui l'artista bolognese manifestò un'attenta analisi dei caratteri fisionomici dei modelli, sia nella pittura di storia e di paesaggio, che portarono Palagi a condurre accurate indagini sulle fonti della storia antica e sullo studio della natura. Sono espressione di questo cammino di approfondimento e di ricerca il Ritratto di Giuseppe Guizzardi in veste d'antico (1807), il Matrimonio di Amore e Psiche (1808), il Mario a Minturno (1809-1810), l’Ila e le ninfe (1810-1811), ma soprattutto le importanti realizzazioni per il Gabinetto Topografico del Palazzo del Quirinale (1811-1813) e per la Galleria di Teseo in Palazzo Torlonia (1813-1815).

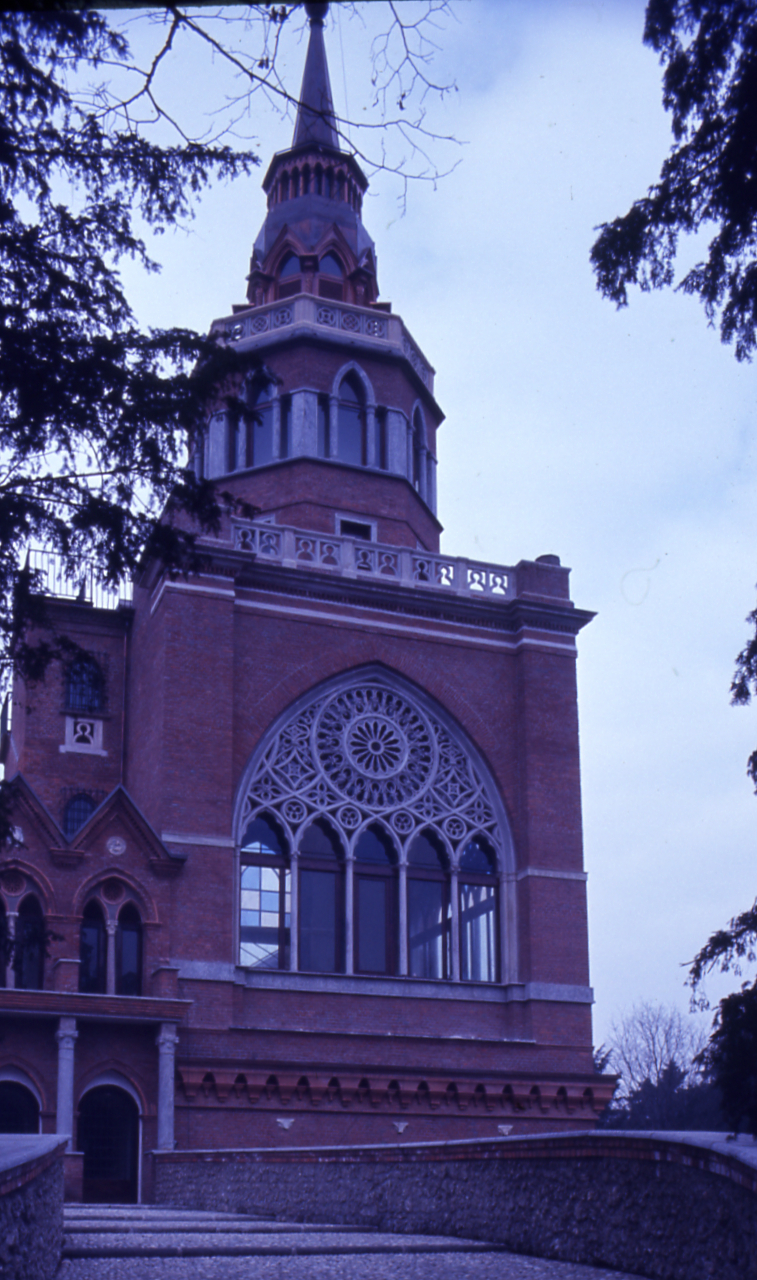
La torre di Pelagio Palagi a Desio. Foto di Paolo Monti, 1976.

Dal 1813 fu ispettore dell'Accademia Italiana, con l'incarico di seguire l'attività dei giovani pensionati delle Accademie del Regno d'Italia a Roma. Insieme con Antonio Canova, presidente dell'Accademia, riuscì a riunire intorno ai giovani artisti i pittori più rappresentativi del Neoclassicismo italiano, da Felice Giani a Gaspare Landi, oltre a Camuccini.

L'esperienza romana servì anche a Palagi per approfondire interessi archeologici e collezionistici, già maturati a Bologna durante gli anni giovanili trascorsi nell'ambiente culturale enciclopedico di Carlo Filippo Aldrovandi.
Nel 1815, dopo una breve parentesi bolognese, si trasferì a Milano, dove aprì una scuola privata in aperta concorrenza con l'Accademia di Brera, che non gli offrì mai un incarico di insegnamento. Nella capitale lombarda la committenza privata, più ampia e stimolante di quella incontrata a Roma, lo portò a dedicarsi alla ritrattistica e, in particolare, alla pittura di figura di Giuseppe Bossi e di Andrea Appiani; dalla committenza privata a quella pubblica, si affermò come ritrattista dei protagonisti della Restaurazione. Fra le opere di genere eseguite a cavallo degli anni Venti si ricordano il Ritratto del conte colonnello Francesco Arese Lucini nello studio, il Ritratto del conte Luigi Archinto, il Ritratto di Francesco I d'Austria (tutti realizzati nel 1817), il Ritratto del maggiore Pietro Lattuada (1822), il Ritratto di Cristina Archinto Trivulzio (1824) e il Ritratto della ballerina Carlotta Chabert come Diana (1828-1830); a cavallo degli anni Quaranta è l'Orombello e Beatrice di Tenda nel Castello di Binasco (1845-1850).

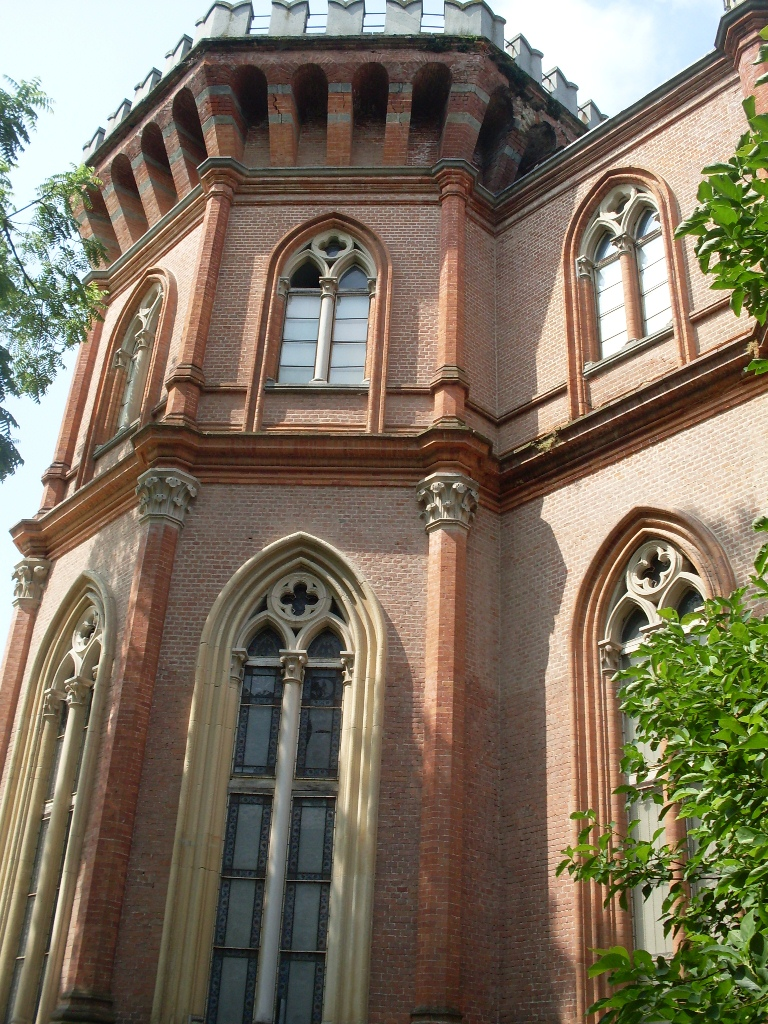
Reposoir della regina, esterno presso le Margarie del Castello di Racconigi (arch. Pelagio Palagi)

L'incontro con Francesco Hayez, il maggiore interprete della svolta romantica dell'arte lombarda, lo indusse a cercare un compromesso fra la pittura storico-romantica e la lezione del classicismo. Vedono così la luce Gian Galeazzo Sforza visitato in Pavia da Carlo VIII, Gustavo Adolfo Re di Svezia che fa giurare fedeltà alla figlia Cristina dagli Stati Generali, Sisto V non riconosce la famiglia e La difesa di Matteo Visconti, tutte opere esposte a Brera fra il 1821 e il 1830, e il Ratto delle Sabine (1823-1825).

Nella Madonna con bambino, esposto a Brera nel 1825, e nella pala d'altare per la chiesa di San Gaudenzio di Novara con Sant'Adalgiso vescovo di Novara che fa la donazione dei suoi beni ai canonici della cattedrale (1830-1832) sono invece più espliciti i riferimenti a Guido Reni.

Alla fine degli anni Venti Palagi ottenne l'incarico di eseguire gli interventi architettonici, d'ornato e di progettazione scultorea del Palazzo Arese-Bethlen a Milano e della Villa Cusani Tittoni Traversi di Desio.
La sua fama di architetto, decoratore d'interni, scultore e disegnatore di mobili, oltre che di pittore, dovette giungere fino alla corte dei Savoia, e il re Carlo Alberto nel 1832 lo volle a capo del progetto di ampliamento del Castello Reale di Racconigi. Trasferitosi dunque a Torino, Palagi, dopo aver ottenuto nel 1834 la direzione dei programmi pittorici e decorativi delle residenze reali, si dedicò ai progetti di ripristino pittorico e decorativo del Castello di Pollenzo e di ammodernamento del Palazzo Reale di Torino. Sempre nello stesso anno si insediò nella cattedra di Ornato dell'Accademia di Belle Arti.
A pochi giorni dalla morte, Palagi redasse il testamento col quale il Comune di Bologna fu nominato erede di tutti i suoi oggetti d'arte e di antichità, delle medaglie, della biblioteca, dell'archivio e dei disegni. Il materiale librario, l'archivio, i disegni e le incisioni sono oggi conservati presso la Biblioteca comunale dell'Archiginnasio; le collezioni di antichità sono invece suddivise fra il Museo civico archeologico e il Museo civico medievale di Bologna.

## Pelagio Palagi nei musei
- Galleria nazionale d'arte moderna e contemporanea di Roma